# Мирибель-Ланшатр
Мирибель-Ланшатр (фр. Miribel-Lanchâtre) — коммуна во Франции, находится в регионе Рона — Альпы. Департамент коммуны — Изер. Входит в состав кантона Матезин-Триев. Округ коммуны — Гренобль.
Код INSEE коммуны — 38235. Население коммуны на 2004 год составляло 332 человека. Населённый пункт находится на высоте от 423 до 1 509 метров над уровнем моря. Муниципалитет расположен на расстоянии около 500 км юго-восточнее Парижа, 110 км юго-восточнее Лиона, 25 км южнее Гренобля. Мэр коммуны — Luc Puissat, мандат действует на протяжении 2001—2008 гг.
Динамика населения (INSEE):